# Пестровка (Камешкирский район)
Пёстровка — село в Камешкирском районе Пензенской области России, административный центр Пестровского сельсовета.

## География
Расположено в верховьях реки Качатокомяк в 12 км на юг от районного центра села Русский Камешкир.

## История
Основано на земле, отказанной в июне 1696 г. помещику Никифору Ивановичу Пестрову из «дикой, порозжей земли» Саранского уезда 100 четвертей в поле, «а в дву по тому ж». В 1701 г. земля здесь была отказана дворянам Владимирского уезда Ивану Никифоровичу и Семену Ивановичу Пестровым из выявленных здесь «лишних порозжих земель» мордвы Аношки Несмеянова с товарищами; земля Аношки Несмеянова находилась в с. Старое Шаткино. В 1708 г. построена церковь во имя Николая Чудотворца и выдан антиминс в с. Никольском Саранского уезда помещика Н.И. Пестрова. После смерти Н.И Пестрова часть его наследства была дана вдове Василисе Ивановне, а три части справлены за его родным братом Семеном Ивановичем Пестровым. В 1742 г. часть села показана за Андреем Степановичем Араповым в момент продажи Никифору Васильевичу Пестрову имения, полученного Араповым по наследству от тетки Василисы Ивановны Пестровой; от Арапова имение перешло к его родной сестре, девице Наталье Степановне Араповой. В 1748 году – д. Пестровка Узинского стана Пензенского уезда майора Петра Семеновича Аксакова, 76 ревизских душ. С 1780 г. — в составе Петровского уезда Саратовской губернии, с XIX века до 1920-х гг. – волостной центр Петровского уезда. В 1877 г. – 128 дворов, деревянная церковь во имя Покрова Пресвятой Богородицы (построена в 1783 г.), школа, 2 водяные мельницы, винокуренный завод. В 1895 г. рассматривался проект о строительстве в селе новой каменной церкви взамен ветхой, деревянной.
С 1928 года село являлось центром сельсовета Камешкирского района Кузнецкого округа Средне-Волжской области (с 1939 года — в составе Пензенской области). В 1955 г. – центральная усадьба колхоза имени Дзержинского. В 1980-е гг. – центральная усадьба колхоза имени ХХ съезда КПСС. 

## Население
| 1748 | 1795  | 1859 | 1877 | 1897 | 1911 | 1926 |
| ---- | ----- | ---- | ---- | ---- | ---- | ---- |
| 152  | ↗1214 | ↘734 | ↘645 | ↗822 | ↗885 | ↘732 |
| 1930 | 1939  | 1959 | 1979 | 1989 | 1996 | 2002 |
| ↘507 | ↗619  | ↘423 | ↘384 | ↗471 | ↗482 | ↘424 |
| 2010 |       |      |      |      |      |      |
| ↘381 |       |      |      |      |      |      |

## Инфраструктура
В селе имеются основная общеобразовательная школа (открыта в 2002 году), дом культуры, фельдшерско-акушерский пункт, отделение почтовой связи.

## Достопримечательности
В селе расположена действующая Церковь Покрова Пресвятой Богородицы (1913).